# Lịch sử Đông Timor
Lịch sử Đông Timor bắt đầu từ thời kỳ những dân tộc Australoid và Melanesia đến đây. Người Bồ Đào Nha bắt đầu buôn bán với cư dân ở đảo Timor đầu thế kỷ 16 và chiếm nó làm thuộc địa vào giữa thế kỷ 16. Xung đột với người Hà Lan trong khu vực cuối cùng đã dẫn đến hiệp ước năm 1859 theo đó Bồ Đào Nha nhượng phần tây của hòn đảo. Đế quốc Nhật Bản đã chiếm Đông Timor từ năm 1942 đến 1945, nhưng Bồ Đào Nha đã tiếp tục nắm giữ thuộc địa vùng này cho đến khi Nhật Bản đầu hàng trong Thế chiến II.

## Lịch sử
Đông Timor đã tuyên bố độc lập khỏi Bồ Đào Nha ngày 28 tháng 11 năm 1975 và đã bị các lực lượng của Indonesia chiếm đóng trong 9 ngày sau. Lãnh thổ này đã được hợp nhất vào Indonesia tháng 7 năm 1976 làm thành tỉnh Đông Timor. Một chiến dịch bình định bất thành trong hai thập kỷ sau, qua đó ước có từ 100.000-250.000 người thiệt mạng.
Ngày 30 tháng 8 năm 1999, một cuộc trưng cầu dân ý phổ thông do Liên Hợp Quốc giám sát và đa số áp đảo dân Đông Timor bỏ phiếu thuận đồng ý độc lập khỏi Indonesia. Giữa giai đoạn trưng cầu dân ý và thời gian lực lượng gìn giữ hòa bình quốc tế đến đầy vào cuối tháng 9 năm 1999, các lực lượng quân sự chống việc Đông Timor độc lập - được Indonesia tổ chức và hỗ trợ, đã bắt đầu một chiến dịch báo thù sâu rộng. Lực lượng này đã giết chết 1.400 người Timor và khiến cho 300.000 người Đông Timor. Đa số hạ tầng của quốc gia này như nhà cửa, các hệ thống thủy lợi, các hệ thống cấp nước, trường học và gần 100% hệ thống mạng lưới điện đã bị phá hủy.
Ngày 20 tháng 9 năm 1999, các đội quân của lực lượng gìn giữ hòa bình của Úc thuộc Lực lượng quốc tế cho Đông Timor (INTERFET) đã điều quân vào nước này và chấm dứt bạo động. Ngày 20 tháng 5 năm 2002, Đông Timor đã được quốc tế công nhận là một quốc gia độc lập.